# Aqueduc de San Diego
L'aqueduc de San Diego, ou San Diego Project, est un système de quatre pipelines situé dans l'État de Californie, aux États-Unis. Il fournit environ 90 % de l'approvisionnement en eau de la ville de San Diego.

## Description
Le système comprend les premier et deuxième aqueducs de San Diego, conduisant l'eau du Colorado vers l'ouest jusqu'aux réservoirs à la périphérie de San Diego. Le premier aqueduc, long de 110 km, est constitué des pipelines 1 et 2, qui s'écoulent depuis l'aqueduc du Colorado près de San Jacinto, en Californie, jusqu'au lac San Vincente, à environ 24 km au nord-est de la ville. Les pipelines 3 et 4 composent le deuxième aqueduc, long de 151 km. Ensemble, ces quatre pipelines ont une capacité de débit de 23,4 m3/s. Le plus petit, la branche Fallbrook-Ocean, long de 20,1 km, est connecté au premier aqueduc et s'écoule jusqu'au lac Morrow. La branche La Mesa-Sweetwater achemine l'eau entre le premier aqueduc et le lac Sweetwater (en).

## Construction
Le pipeline 1 du premier aqueduc a été conçu par le Bureau of Reclamation et construit de 1945 à 1947 par le Département de la Marine. Le pipeline 2 a été construit de 1952 et 1957, à peu près parallèlement au pipeline 1. En 1957, c'est le Metropolitan Water District (en) (MWD) qui a entamé la construction du pipeline 3, premier élément du deuxième aqueduc, achevé mai 1960. En 1968, la construction du pipeline 4 a commencé, si bien qu'en 1971 le deuxième aqueduc est achevé à son tour. En 2005, la San Diego County Water Authority a lancé la construction du « pipeline San Vincente », long  de 18 km et large de 2,6 m, connectant le lac San Vicente au deuxième aqueduc. Les travaux sont achevés en 2010.

### Premier aqueduc
Le premier aqueduc, composé de deux conduites en béton précontraint de 240 à 120 cm de diamètre, disposées en parallèle, s'étendant à partir de l'aqueduc du Colorado au niveau de San Jacinto, au nord de la rivière San Jacinto (en), sur 110 km jusqu'à son terminus, le lac San Vicente. Sur le premier aqueduc, il y a sept tunnels, qui mesurent de 150  à   1 740 m de long. Le débit est de 5,6 m3/s pour l'ensemble des conduits.

### Deuxième aqueduc
Le deuxième aqueduc, qui s'étend sur 151 km, commence au niveau de l'aqueduc du Colorado, s'écoulant dans le lac Skinner (en) puis dans le lac Lower Otay (en) près de San Diego. Pour les premiers kilomètres, jusqu'au lac Skinner, le pipeline 3 se présente sous la forme d'un canal ouvert d'un débit d'environ 14 m3/s. Les 126 km suivants, il s'agit d'un tube de 180 cm de diamètre alternativement en béton précontraint ou en acier. Le pipeline 4, dont le débit est de 11 m3/s, est une conduite en béton précontraint.